# Debil (album)
Debil – pierwszy album studyjny niemieckiego zespołu punk rockowego Die Ärzte, wydany w 1984 przez wytwórnię Columbia. Łączny czas trwania to 38 minut 46 sekund.

## Devil
21 października 2005 wydano nową wersję albumu „Debil” noszącą nazwę „Devil”, która zawierała te same utwory co pierwowzór, jednakże posiadała trochę zmienioną okładkę i na płycie bonusowej dodatkowe piosenki.